# Eutrofización

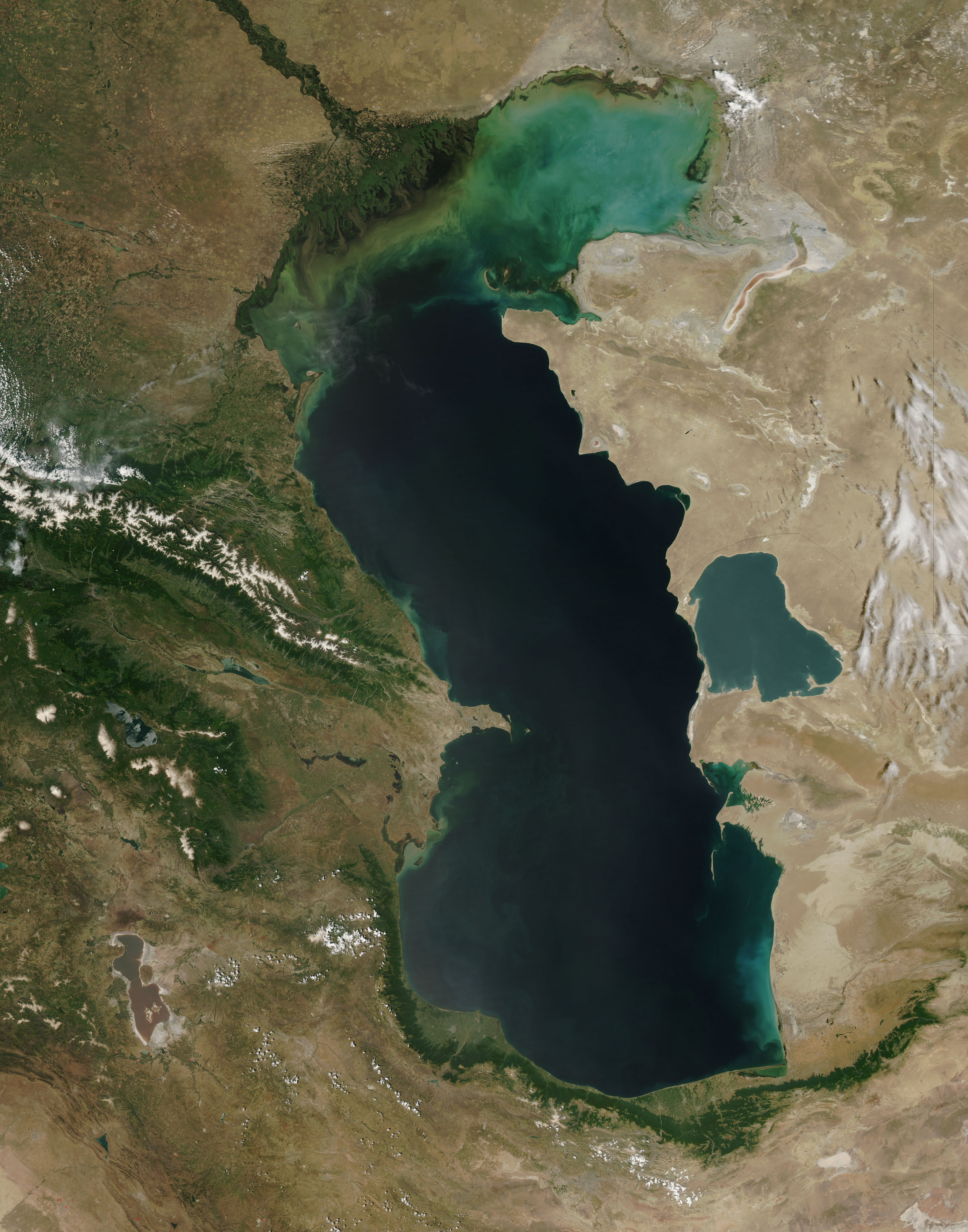
En la parte norte del Mar Caspio se da un proceso de eutrofización, en el que la escorrentía agrícola, rica en fertilizantes, estimula el crecimiento desenfrenado de algas en el agua.

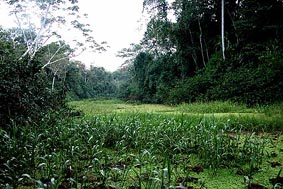
Una cocha (laguna) en la Amazonía. El proceso de eutrofización ha producido tanto sedimento que la ha convertido en tierra firme. Pronto crecerán árboles y desaparecerá totalmente. Foto: Y. Hooker

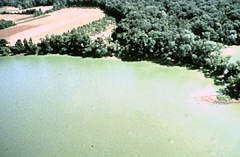
El intenso verde del agua en el estuario del río Potomac es resultado de una densa floración de cyanobacterias.

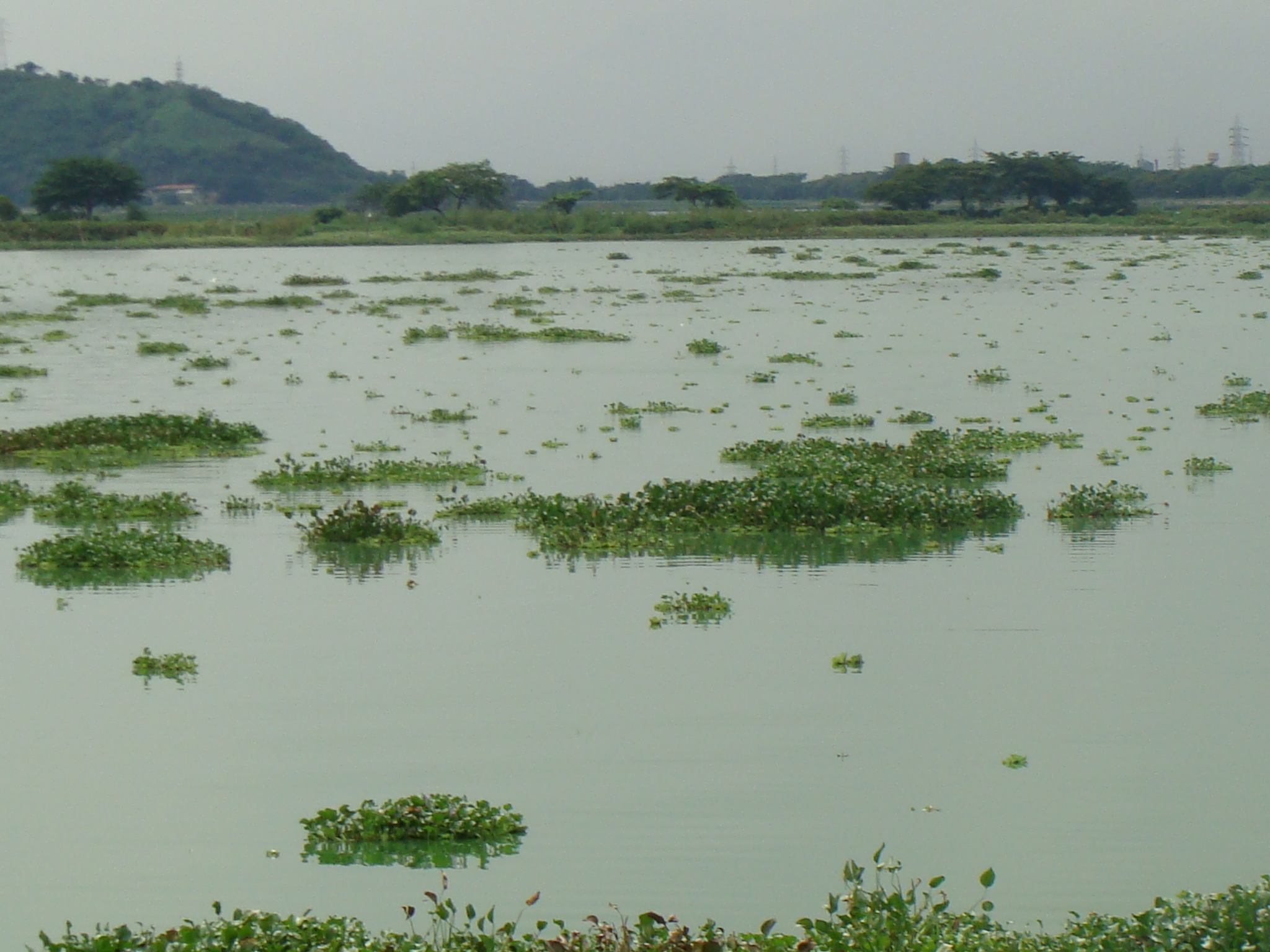
La laguna de Tayguayguay, en el estado Aragua (Venezuela) ubicada en la cuenca endorreica del Lago de Valencia, muestra los efectos del desarrollo de vegetales acuáticos (lirios de agua o bora) que terminarán por cubrir toda la laguna.

En ecología, los términos y expresiones eutrofización, eutroficación, crisis eutrófica o crisis distrófica y el coloquial de sopa verde, designan el enriquecimiento excesivo en nutrientes de un ecosistema acuático. El uso más extendido se refiere específicamente al aporte más o menos masivo de nutrientes inorgánicos que contienen nitrógeno y fósforo en un ecosistema acuático con la entrada de agua restringida, como por ejemplo en un lago. Eutrofizado o eutroficado es aquel ecosistema o ambiente caracterizado por una abundancia anormalmente alta de nutrientes (procedentes normalmente de actividades humanas), de forma que se produce una proliferación descontrolada de algas fitoplanctónicas. En general, en las aguas dulces comienza con un crecimiento de diatomeas y clorofíceas, para acabar con las cianofíceas (o cianobacterias) en su última fase, consumiendo hasta agotar todo el N y P, hasta que este elemento actúa como limitante de la producción primaria. Estas cianobacterias forman una capa en superficie, que impide el paso de la luz solar y la fotosíntesis por debajo de ellas, por lo que la producción primaria no puede existir a mayores profundidades.
La palabra eutrofización deriva del griego, y significa ‘bien nutrido’. No es, por tanto, sinónimo o enteramente equivalente a contaminación. Ella apenas denota el proceso natural o artificial de adición de nutrientes a los cuerpos de agua y los efectos resultantes de esta adición. La eutrofización es así parte del proceso natural de envejecimiento de los lagos que ocurriría independientemente de las actividades del hombre.
El desarrollo de la biomasa en un ecosistema viene limitado, la mayoría de las veces, por la escasez de algunos elementos químicos, como el nitrógeno en los ambientes continentales y el fósforo en los marinos, que los productores primarios necesitan para desarrollarse y a los que por ello se llama factores limitantes. La  contaminación puntual de las aguas, por efluentes urbanos, o difusa, por la contaminación agraria o atmosférica, puede aportar cantidades importantes de esos elementos limitantes. El resultado es un aumento de la fotosíntesis con importantes consecuencias sobre la composición, estructura y dinámica del ecosistema.
La eutrofización produce de manera general un aumento de la biomasa y un empobrecimiento de la diversidad.
En ecosistemas terrestres, las plantas que pasan a dominar son especies herbáceas ecológicamente pioneras, frecuentemente cosmopolitas, con alta tasa de reproducción, incapaces de competir en ambientes oligotrofos (pobres en nutrientes) o mesotrofos. En ecosistemas acuáticos, con la eutrofización empiezan a proliferar algas unicelulares, en general algas verdes. En los océanos, la eutrofización local, a veces por causas naturales, puede provocar una marea roja o marea blanca: la explosión demográfica de una sola especie de alga, que en muchos casos provoca la intoxicación de la fauna mayor.
La explosión de algas que acompaña a la primera fase de la eutrofización provoca un enturbiamiento que impide que la luz penetre hasta el fondo del ecosistema. Como consecuencia en el fondo se hace imposible la fotosíntesis, productora de oxígeno libre, a la vez que aumenta la actividad metabólica consumidora de oxígeno (respiración aeróbica) de los descomponedores, que empiezan a recibir los excedentes de materia orgánica producidos cerca de la superficie. De esta manera en el fondo se agota pronto el oxígeno por la actividad aerobia, y el ambiente pronto se vuelve anóxico. La radical alteración del ambiente que suponen estos cambios, hace inviable la existencia de la mayoría de las especies que previamente formaban el ecosistema.
Según el diccionario Merriam-Webster la primera vez que se utilizó esta palabra en la literatura científica fue en 1946 por parte de Roger William Butcher, un algólogo estudioso de la calidad del río Trent (Reino Unido)
Desde el punto de vista socioeconómico, la eutrofización tiene impactos sobre los bienes y servicios asociados, sobre las actividades económicas vinculados a ellos y sobre la salud humana. Las pérdidas económicas atribuidas a la eutrofización incluyen costos de purificación de agua para uso humano, pérdidas de producción de peces y vida silvestre

## Causas y mecanismos

1. El exceso de nutrientes se aplica al suelo. 2. Algunos nutrientes se filtran en el suelo y posteriormente drenan hacia las aguas superficiales. 3. Algunos nutrientes se escurren por el suelo hasta la masa de agua. 4. El exceso de nutrientes provoca la proliferación de algas. 5. La proliferación de algas reduce la penetración de la luz. 6. Las plantas que se encuentran debajo de la floración de algas mueren porque no pueden recibir luz solar para realizar la fotosíntesis. 7. Finalmente, las algas mueren y se hunden en el fondo del lago. Las comunidades bacterianas comienzan a descomponer los restos, consumiendo oxígeno para la respiración. 8. La descomposición hace que el agua se quede sin oxígeno si la masa de agua no se mezcla verticalmente con regularidad. Las formas de vida más grandes, como los peces, mueren

### Aumento de la generación de biomasa
La eutrofización es un proceso de aumento de la generación de biomasa en una masa de agua causado por el aumento de las concentraciones de nutrientes vegetales, más comúnmente fosfato y nitrato. El aumento de las concentraciones de nutrientes conduce a un mayor crecimiento de plantas acuáticas, tanto macrófitas como fitoplancton. A medida que se dispone de más material vegetal como recurso alimenticio, se produce un aumento de las especies de invertebrados y peces. A medida que el proceso continúa, la biomasa de la masa de agua aumenta y la diversidad biológica disminuye. Con una eutrofización más severa, la degradación bacteriana del exceso de biomasa provoca el consumo de oxígeno, lo que puede crear un estado de hipoxia, comenzando en el sedimento del fondo y en aguas más profundas. Las zonas hipóxicas suelen encontrarse en lagos de aguas profundas en verano debido a la estratificación entre el hipolimnion, frío y pobre en oxígeno, y el epilimnio, cálido y rico en oxígeno.
Las aguas dulces fuertemente eutróficas pueden volverse hipóxicas en toda su profundidad tras floraciones graves de algas o sobrecrecimientos de macrofitos. Del mismo modo, en los sistemas marinos, tanto el aumento de las concentraciones de nutrientes como el aislamiento de las masas de agua del contacto con la atmósfera, pueden conducir al agotamiento del oxígeno, lo que puede hacer que estas aguas sean inhóspitas para los peces y los invertebrados.
El fósforo es un nutriente necesario para la vida de las plantas y es el factor limitante del crecimiento vegetal en la mayoría de los ecosistemas de agua dulce. El fosfato se adhiere fuertemente a las partículas del suelo, por lo que es transportado principalmente por la erosión y la escorrentía. Una vez translocado a los lagos, la extracción de fosfato en el agua es lenta, de ahí la dificultad de revertir los efectos de la eutrofización.
En ecosistema marinos el nitrógeno y el hierro son los principales nutrientes limitantes para la acumulación de biomasa algal, pero de forma más general en los sistemas marinos el nitrógeno, el fósforo y el hierro pueden ser limitantes. La limitación de la productividad en un sistema acuático concreto en un momento dado varía en función de la tasa de suministro de nutrientes procedentes de fuentes externas, así como del reciclaje de nutrientes dentro de la masa de agua. La limitación de la productividad por nutrientes también depende de la velocidad a la que los nutrientes y las algas se eliminan físicamente de ese sistema o región. Además, la luz es un factor esencial, por lo que la productividad será baja en profundidad y en invierno cuando los niveles de luz sean bajos.

## Proceso
En un cuerpo de agua cerrado, por ejemplo una laguna, el proceso de eutrofización puede terminar por convertir al cuerpo de agua en tierra firme. Esto ocurre porque los nutrientes que ingresan masivamente al sistema generan una gran biomasa de organismos de vida generalmente efímera que al morir se acumulan sobre el fondo y no son totalmente consumidos por organismos degradadores (especialmente bacterias). Procesos naturales de eutrofización se pueden observar claramente en las lagunas formadas por los cauces antiguos de los ríos amazónicos que se transforman en pantanos y posteriormente se cubren de vegetación.

### Eutrofización cultural

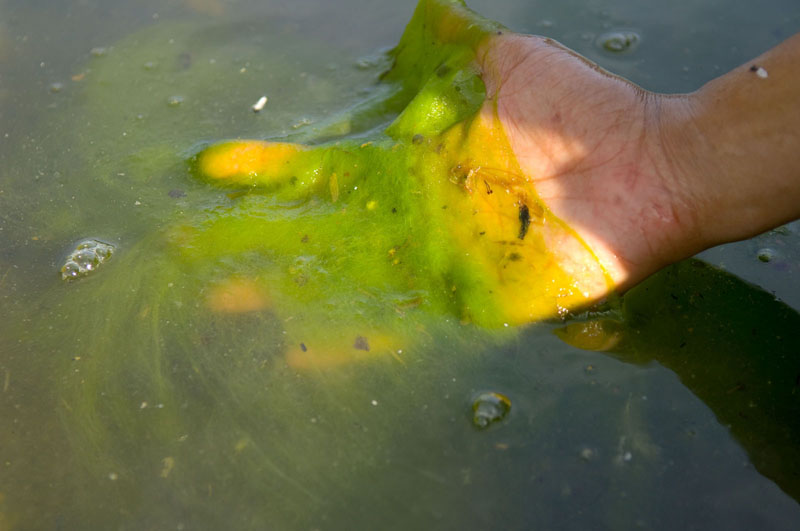
La eutrofización cultural está causada por la adición humana de nutrientes al agua que provoca el crecimiento excesivo de algas que pueden bloquear el intercambio de luz y aire. Las algas acaban siendo descompuestas por bacterias que provocan condiciones anóxicas y "zonas muertas".

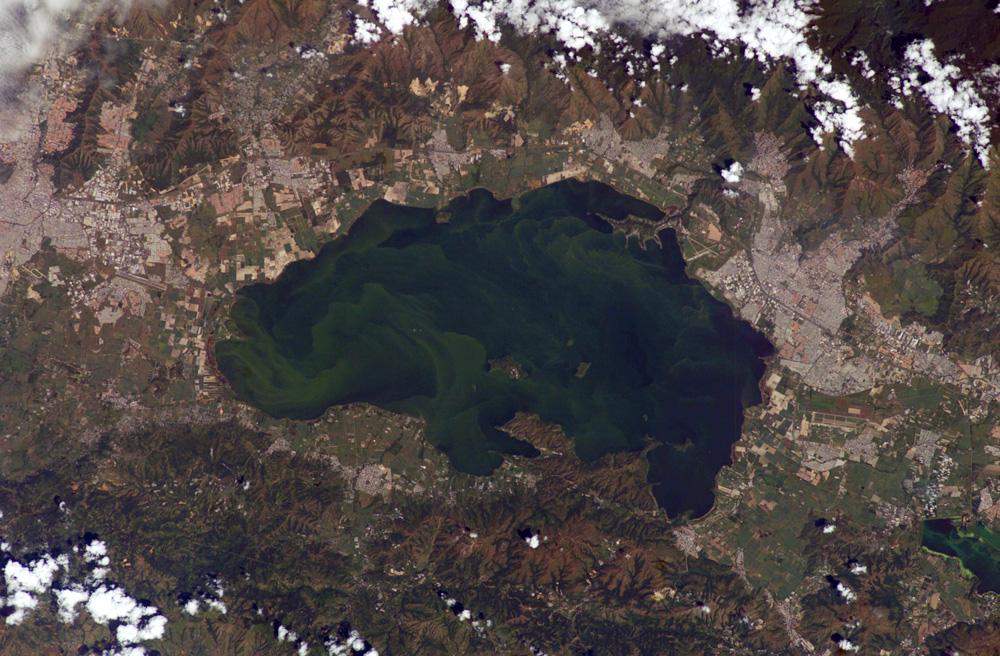
Vista aérea del Lago de Valencia experimentando un gran flujo de eutrofización cultural debido a la descarga de aguas residuales sin tratar en el lago